# Gare de Vorojba
La gare de Vorojba (ukrainien : станція Ворожба) est une gare ferroviaire dans  l'oblast de Soumy en Ukraine.

## Histoire
La gare fut ouverte en 1868 ; elle est située à cinq kilomètres de celle de Bilopillia.
En 1890 la société Le chemin de fer Moscou-Kiev-Voronej y ouvrait des entrepôts qui permirent d'exploiter les céréales et les ressources minières du Donbass.

## Service des voyageurs

### Intermodalité
C'est un important nœud ferroviaire tant pour le fret que pour les passagers.
- Station de métro Vokzal'na  (Ligne Svyatochins'ko-Brovars'ka).
- Train urbain électrifié de Kiev.